# Murbeckiella sousae
Murbeckiella sousae é uma espécie de planta com flor pertencente à família Brassicaceae. 
A autoridade científica da espécie é Rothm., tendo sido publicada em Bot. Not. 90: 474 (1939).

## Portugal
Trata-se de uma espécie presente no território português, nomeadamente em Portugal Continental.
Em termos de naturalidade é endémica da região atrás referida.

## Protecção
Encontra-se protegida por legislação portuguesa ou da Comunidade Europeia, nomeadadamente pelo Anexo IV da Directiva Habitats e pelo Anexo I da Convenção sobre a Vida Selvagem e os Habitats Naturais na Europa.